# Osłonki trzonu prącia
Osłonki trzonu prącia – cztery koncentryczne osłonki otaczające położone bardziej wewnętrznie struktury anatomiczne prącia.
Do osłonek prącia zalicza się następujące struktury, wymienione poniżej w kolejności od najbardziej powierzchownej do najgłębszej:
- skóra prącia
- osłonka mięśniowa
- powięź powierzchowna prącia, czyli osłonka łącznotkankowa wiotka
- powięź głęboka prącia, czyli osłonka łącznotkankowa włóknista

Jeszcze głębiej, pod tymi czterema osłonkami, leży w końcu błona biaława, pod którą znajdują się takie struktury anatomiczne, jak ciała jamiste prącia czy też ciało gąbczaste prącia, a także żyła grzbietowa prącia.